# راحيل بلوستين
راحيل بلوستين سلع (بالعبرية: רחל בְּלוּבְשְׁטֵיין סלע "راحيل بلوستين سلع"). وتعرف ب ـ«راحيل الشاعرة» (بالعبرية: רָחֵל המְשׁוֹרֶרֶת "راحيل هميشوريرت"). هي شاعرة يهودية روسية ولدت في 20 سبتمبر 1890، وتوفيت في 16 أبريل 1931. كانت واحدة من أبرز الشعراء في الشعر العبري الكلاسيكي. في 10 أبريل 2011 تم اختيار ريتشيل لتظهر على فئة 20 شيكل إسرائيلي جديد.

## السيرة
ولدت راحيل في ساراتوف في الإمبراطورية الروسية في 20 سبتمبر 1890. خلال طفولتها انتقلت عائلتها إلى بولتافا في أوكرانيا، حيث التحقت بمدرسة يهودية ناطقة بالروسية ولاحقًا التحقت بمدرسة ثانوية علمانية. بدأت كتابة الشعر في سن ال 15. وفي سن ال 17 انتقلت إلى كييف، وبدأت بدراسة الرسم.
في سن ال 19 زارت راحل فلسطين مع شقيقتها قبل أن تسافر إلى إيطاليا، حيث أنهما كانتا تخططان لدراسة الفن والفلسفة. إلا أنهما قررتا البقاء في فلسطين وتعلم اللغة العبرية من خلال الاستماع إلى أحاديث الأطفال في رياض الأطفال. فاستقرتا في رحوفوت وعملتا في البساتين. لاحقًا، انتقلت ريتشيل إلى كيبوتس كنيرت على ضفاف بحيرة طبرية ودرست وعملت في المدرسة الزراعية للنساء.
في كنيرت التقت الزعيم الصهيوني آرون ديفيد جوردون الذي كان ليكون لها تأثيرًا كبيرًا على حياتها والتي خصصت له أول قصيدة عبرية. في هذه الفترة التقت أيضًا وكانت على علاقة مع زلمان شازار الذي أصبح لاحقًا الرئيس الثالث لإسرائيل. توفيت ريتشيل في 16 أبريل 1931 في تل أبيب في سن ال 40. ودفنت في مقبرة كنيرت في قبر يطل على بحيرة طبرية حسب رغبتها كما ورد في قصيدة لها.

## الثقافة الإسرائيلية

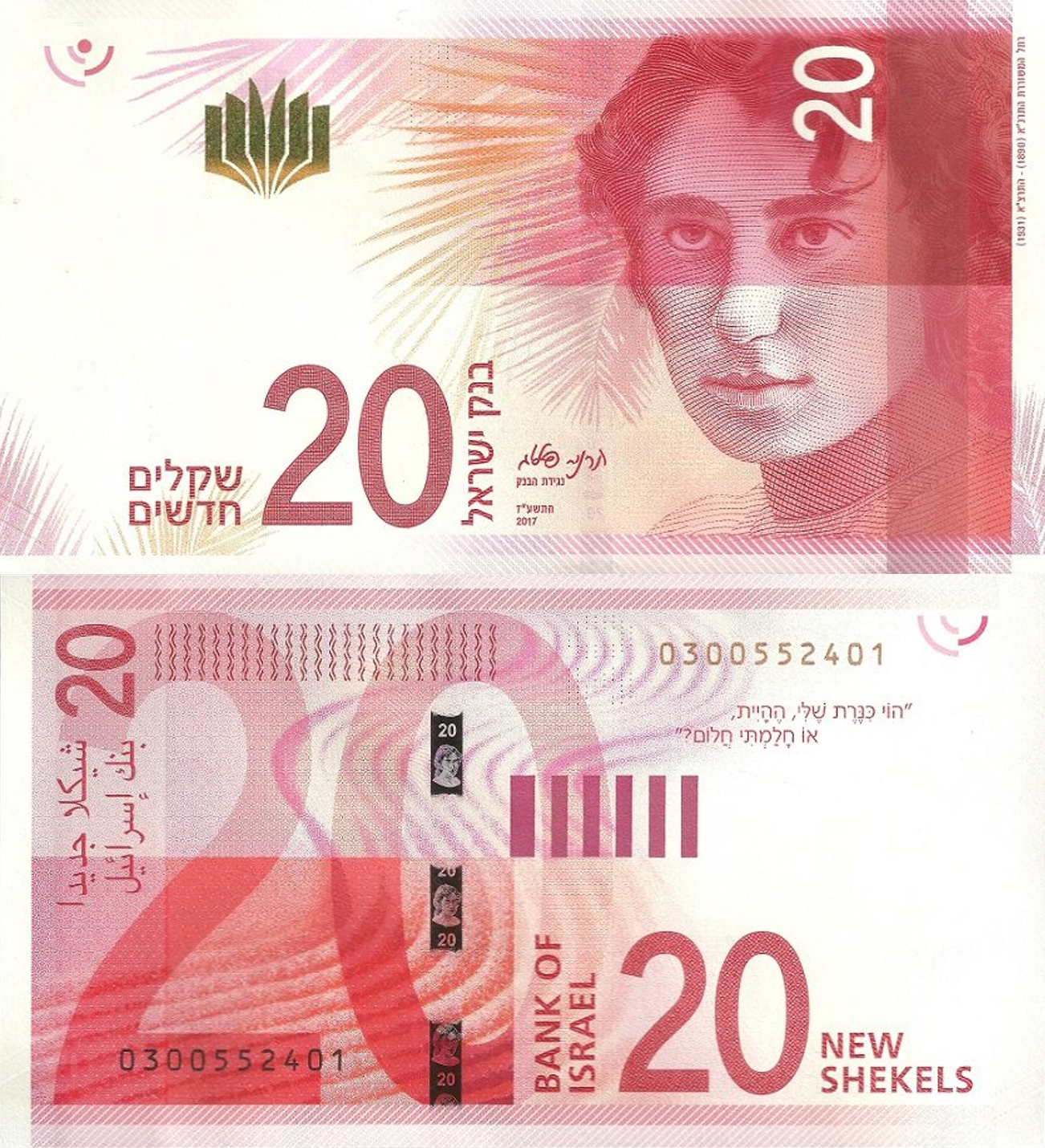
ريتشيل تظهر على فئة 20 شيكل إسرائيلي جديد

تحملُ العديد من الشوارع والطرقات اسمها في العديد من المدن في أنحاء إسرائيل. في عام 2016 تأسست مدرسة ابتدائية في كفار سابا أُطلق عليها اسمها.
وقد أصبح قبرها في مقبرة كنيرت قرب بحرية طبرية موقعًا يحج إليه المسافرون والطلاب. في 10 أبريل 2011 تم اختيارها لتظهر على السلسلة الجديدة من العملة الإسرائيلية من فئة 20 شيكل جديد.

## روابط خارجية
- ريتشيل بلوستين على موقع ميوزك برينز (الإنجليزية)